# Mouvement socialiste de Catalogne
Le Mouvement socialiste de Catalogne (Moviment socialista de Catalunya en catalan, en sigle MSC) fut un parti politique catalan. Fondé en exil en 1945, il défendait des idées tout à la fois socialistes et nationalistes.

## Histoire
La majorité de ses militants étaient issus des rangs du Parti ouvrier d'unification marxiste (POUM), les autres étant souvent issus de mouvements politiques de gauche tels que l'Union socialiste de Catalogne, le Parti socialiste unifié de Catalogne, la Gauche républicaine de Catalogne ainsi que de la Confédération nationale du travail. Le parti éditait un magazine baptisé « Endavant » (En avant).
En 1968, peu après les événements de mai 1968 en France, le parti se scinda en deux courants. Le premier, dirigé par Josep Pallach, tenta de se rapprocher de la social-démocratie (il devint plus tard le Regroupement socialiste et démocratique de Catalogne) ; le second, mené par Joan Reventós, revint aux sources du marxisme (il se transforma plus tard en Convergence socialiste de Catalogne). Les divergences d'opinion entre ces deux factions finirent par provoquer la dissolution du parti en 1974.